# شركة سانت مارتينز العقارية
شركة سانت مارتينز للاستثمارات العقارية المحدودة (المعروفة باسم مجموعة سانت مارتينز العقارية) هي شركة تطوير عقاري واستثمار وإدارة أصول، مقرها المملكة المتحدة، وتمثل المصالح العقارية لدولة الكويت، ويقع مقرها الرئيسي في منطقة جسر لندن، لندن. الشركة مملوكة بالكامل لصندوق الأجيال القادمة، صندوق الثروة السيادية الكويتي.
مشاريع التطوير الرئيسية التي تقدمها هي لندن بريدج سيتي، وهي منطقة مكاتب، و150 تشيبسايد. تدير مجموعة سانت مارتينز العقارية عملياتها في المملكة المتحدة، وأوروبا القارية، بما في ذلك تركيا، واليابان، وأستراليا.

## التاريخ
السنوات الأولى
تأسست الشركة في فبراير 1924 باسم شركة سانت مارتينز لو جراند العقارية المحدودة لممارسة أعمال الاستثمار العقاري.
بدأت الشركة بالتوسع بعد سنوات الحرب، وفي عام 1947 اندمجت مع شركة تشيبسايد لتطوير الأراضي المحدودة، التي كانت تمتلك عددًا من العقارات المكتبية في لندن. ثم استحوذت الشركة على شركة بوركليس للعقارات والاستثمار العام المحدودة عام 1954، مما وسّع محفظة استثماراتها في المكاتب.
شهد عام 1956 نموًا سريعًا، مع الاستحواذ على عدد من شركات العقارات، بما في ذلك شركة لندن آند نورثرن بروبرتيز المحدودة، مما أدى إلى طرح محافظ استثمارية ضخمة ومواقع تطوير عقاري. خلال هذه الفترة، تم تغيير اسم الشركة إلى شركة سانت مارتينز بروبرتي المحدودة.
النمو العضوي
بالإضافة إلى النمو من خلال الاستحواذ، شرعت الشركة في برنامج واسع النطاق لتطوير العقارات وخلال الستينيات والسبعينيات من القرن الماضي تم إكمال العديد من المخططات بما في ذلك مركز كينغز مول للتسوق في هامرسميث، والذي تم بيعه لاحقًا في عام 2011.
الملكية الكويتية
في عام 1974، اشترت الكويت شركة سانت مارتن العقارية بالكامل.
خلال ثمانينيات القرن الماضي، وسّعت الشركة محفظة استثماراتها باستكمال مشاريع رئيسية للمكاتب والمتاجر والمستودعات، بما في ذلك مشروع لندن بريدج سيتي، ومجمع ويندميل هيل للأعمال في سويندون، ومركز دروموند في كرويدون، ومركز مونومنت مول في نيوكاسل، وكاتدرائية لينز في كوفنتري، ومركز فيلدهيد للأعمال في برادفورد، ومجمع إليوتس فيلد ريتيل في راغبي. وقد تم التخارج من جميع العقارات، باستثناء مشروع لندن بريدج سيتي ومجمع ويندميل هيل للأعمال، خلال عام 2011.
المزيد من عمليات الاستحواذ
في مارس 2007، أكملت شركة سانت مارتينز شراء أحد أكبر مراكز التسوق في أوروبا، مركز جواهر للتسوق، في إسطنبول.
استحوذت شركة سانت مارتينز على مبنى مكاتب حديث الإنشاء في 51 شارع لايم بمدينة لندن في يونيو 2008. أُعيدت تسمية هذا المبنى لاحقًا باسم مبنى ويليس، إذ يُعدّ المقر الرئيسي لشركة التأمين "مجموعة ويليس" في المملكة المتحدة. يقع مبنى ويليس، الذي صممه المهندس المعماري نورمان فوستر، في قلب المدينة مقابل مبنى لويدز. وهو أحد أطول المباني في المدينة، بمساحة 45,615 مترًا مربعًا موزعة على 29 طابقًا، بالإضافة إلى مبنى آخر من 10 طوابق في 25 شارع فينتشيرش.
اشترت شركة سانت مارتينز بعد ذلك برج لييتوكورت أركس السكني الفاخر، المكون من 27 طابقًا، في ميناتو، تشوكو، المجاور لنيهونباشي وجينزا، منطقة الأعمال والتجزئة في طوكيو. تم الاستحواذ على هذا المبنى السكني الفاخر، المكون من 281 شقة، في فبراير 2009.
إعادة الهيكلة
خضعت شركة سانت مارتينز لإعادة هيكلة محفظتها الاستثمارية في عامي 2010 و2011، حيث بيعت أصول أصغر حجمًا في المملكة المتحدة وأوروبا القارية، بالإضافة إلى مراكز التسوق في المملكة المتحدة. أدارت سافيلز مبيعات المحفظة تحت الاسم الرمزي "مشروع بلو".
إعادة الاستثمارات
بعد ذلك، أُعيد استثمار الأموال في عمليات استحواذ عقارية رئيسية، ولا تزال الشركة في وضع استحواذي. وكانت أحدث عمليات الشراء هي 60 شارع ثريدنيدل و1 بونهيل رو في مدينة لندن عام 2012، و 5 ميدان كندا في كاناري وارف، دوكلاندز، في يناير 2013. وفي يناير 2014، تم الاستحواذ على "مور لندن إستيت"، وهو مجمع مساحته 13 فدانًا يضم 11 مبنى، ويقع بجوار جسر لندن سيتي، في واحدة من أكبر الصفقات في المملكة المتحدة على الإطلاق. وكانت الأرض المخصصة لهذا المشروع مملوكة لهم سابقًا، مما أضاف 2.1 مليون قدم مربع إلى محفظة شركة سانت مارتينز العقارية.
في ديسمبر 2011، تم الاستحواذ على المبنى رقم 60 في شارع ثريدنيدل من شركة هامرسون. اكتمل بناء المبنى في عام 2009 
تم شراء صف بونهيل في فبراير 2012.
في عام 2013، اشترت مجموعة سانت مارتينز العقارية عقار مور لندن (مدينة جسر لندن) الذي تبلغ مساحته 13 فدانًا مقابل حوالي 1.7 مليار جنيه إسترليني. يحتوي الموقع على أكثر من 93,000 م2 (1,000,000 قدم2) من المكاتب والتجزئة والترفيه والسكن.

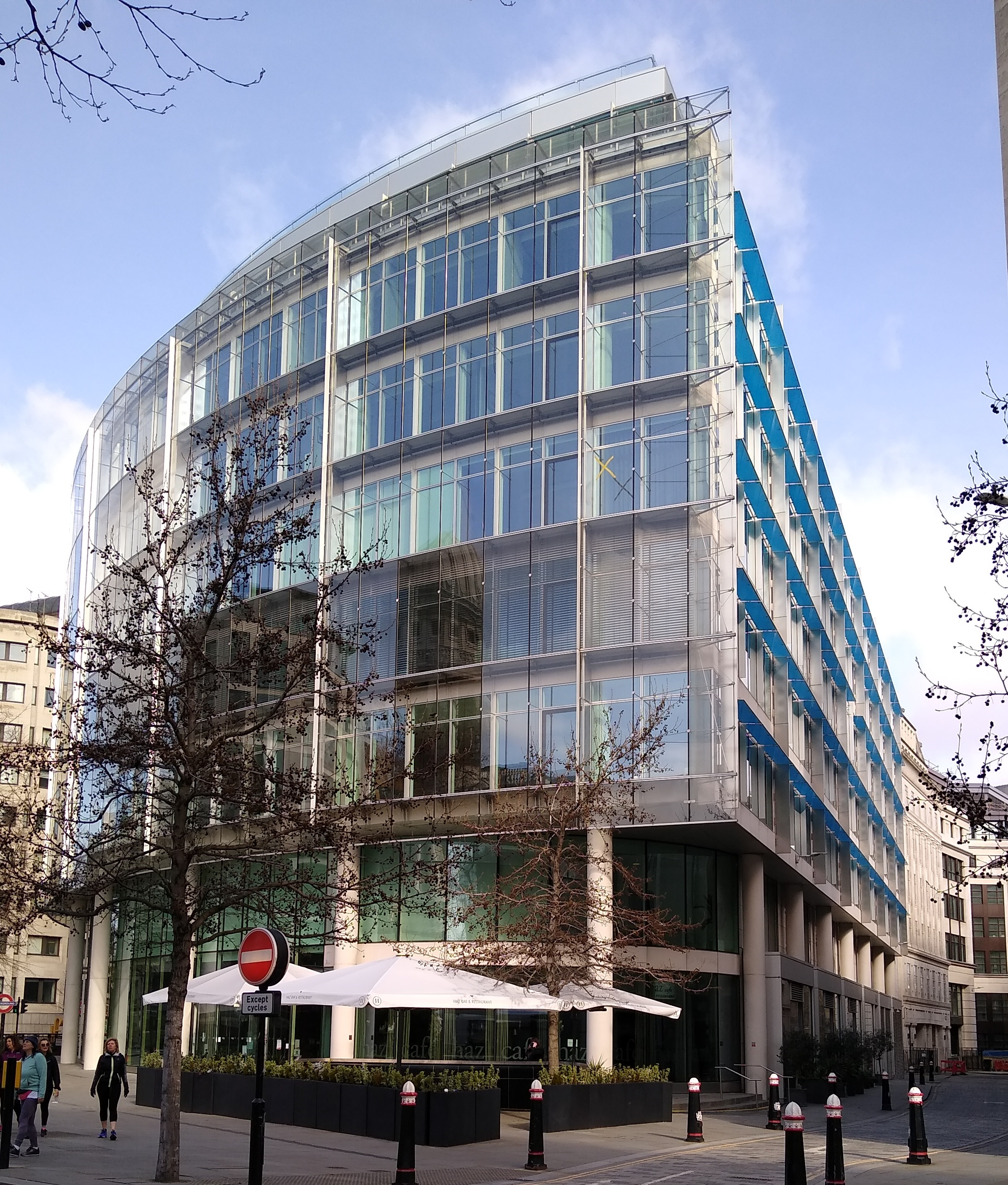
150 شيبسايد

## العمليات الحالية
على مستوى العالم، تمتلك شركة سانت مارتينز ما يقرب من 1,000,000 قدم مربع (93,000 م2) من العقارات التجارية في جميع أنحاء أوروبا، وفي تركيا، وأستراليا، واليابان. في أستراليا، تمتلك شركة سانت مارتينز 50% من برج ريالتو في ملبورن، وهو مبنى بارتفاع 250 مترًا، يتألف من برجين، أحدهما بارتفاع 56 والآخر بارتفاع 43 طابقًا، ويوفر مساحة 83500 متر مربع. كما امتلكت شركة سانت مارتينز تاريخيًا استثمارات مختلفة في بيرث.
تم تأجير العقار الواقع في 5 ميدان كندا إلى كريدي سويس، الذي يؤجر 10 طوابق إلى بنك أمريكا.
تمتلك الشركة عددًا كبيرًا من العقارات في مدينة لندن. وكان آخر مشروع تطوير ناجح هو مشروع 19,000 م2 (200,000 قدم2) مبنى مكاتب بارز (150 في 150 تشيبسايد، بجوار كاتدرائية سانت بول، وهو مؤجر بالكامل.

## العمليات السابقة
تخضع الشركة حاليًا لإعادة الهيكلة، وبيع عقارات أصغر حجمًا وأقدم غير أساسية ومخزون غير مكتبي في المملكة المتحدة وأوروبا القارية، بينما تسعى إلى اغتنام فرص استثمارية عالية الجودة (أكثر من 100 مليون جنيه إسترليني) في وسط لندن أولاً وقبل كل شيء، وبعد ذلك أيضًا في أكبر المدن في الأسواق المتقدمة.
تم بيع العقار الواقع في 5 تشيبسايد، عند مدخل محطة مترو سانت بول ويقع بجوار تغيير جديد واحد، إلى شركة العقارات ألان شوغر التابعة للورد شوغر في عام 2012 مقابل 20 مليون جنيه إسترليني.